# Josip Kozarac
Josip Kozarac, född 18 mars 1858 i Vinkovci, död 21 augusti 1906 i Koprivnica, var en kroatisk författare.
Kozarac var verksam som jägmästare i Slavonien, vars socialekonomiska och moraliska skuggsidor han skildrade realistiskt och med konstnärlig talang. Hans bästa romaner är Mrtvi kapitali (Döda kapital, 1884) och Medju svijetlom i tminom (Mellan ljus och skugga, 1894).